# Péronnes-lez-Antoing
Pour les articles homonymes, voir Péronnes.
Péronnes-lez-Antoing ou Péronnes est une section de la ville belge d'Antoing, située en Wallonie picarde dans la province de Hainaut.
C'était une commune à part entière avant la fusion des communes de 1977.

## Toponymie
Étymologie possible : propriété (-onna) de Perros.
Le nom du village a connu différentes orthographes au fil des siècles :
- en 1017 : dans la chronique de Li Muisis qui était originaire de Rongy il est fait mention du village sous l’appellation : Pierrone
- en 1108 : dans la bulle du Pape Pascal II, nous trouvons le nom de Perono Capella
- en 1110 : La chronique de Gilles de Chin cite le nom de Pieronval
- et puis en 1276, revient le nom Pierronne et enfin Péronne

Ce n’est qu’en 1933 que le S sera ajouté au nom du village devenant ainsi Péronnes.     

## Géographie

### Lieux-dits
Crèvecœur, Ecaut, Large, Moulin Blanc, Rosoir, Saint-Druon, Venniaux, la Croix.

## Évolution démographique
- Sources : INS, Rem. : 1831 jusqu'en 1970 = recensements, 1976 = nombre d'habitants au 31 décembre.

## Histoire[3],[4],[5]
Au fil des siècles, à la suite de combats, de guerres ou simplement de mariages ou de ventes, les seigneurs du village se sont succédé. C'est ainsi qu’en 1260, il apparaît que Pieronval appartient à Raoul de Poissy qui cédera ses terres au chanoine de Saint-Géry de Cambrai. En 1292, nous retrouvons Jean de Péronne en seigneur de Piéronne. En 1349, il semblerait que ce soit Gonthier de Calonne qui soit devenu le seigneur du bourg. En 1435, une demoiselle Jeanne de Péronne est inhumée à l'église Saint-Quentin de Tournai. En 1486, c’est Philippe de Hem qui est devenu seigneur de Péronne.
Plus tard le village sera administré par un lieutenant bailli et des échevins. Le village passera ensuite à la baronnie d'Antoing, puis à la famille de Melun. Le chapitre d’Antoing percevait la dîme auprès des habitants de Péronne. À cette époque, le village prit comme armoiries le blason de la famille de Melun.
Sous la deuxième occupation française depuis la révolution de 1789, ce sera bien évidemment la Convention nationale française qui rendra ses lois et décisions obligatoires en Belgique (décret du 15 décembre 1794).
En 1803, Péronne deviendra une paroisse par un concordat entre le pape Pie VII et Napoléon. Le saint patron de l'église sera saint André. La chapelle faisant office de bâtiment religieux alors située dans le hameau de la Croix connaît son premier curé en la personne de François Joseph Delroeulx
En 1805 sous le Premier Empire, et donc toujours sous occupation française, la seigneurie est supprimée et la commune pour la première fois administrée par un maire et des échevins, en l'occurrence ici Théodore Picquart. Hubert Fournier deviendra clerc, instituteur, et sonneur de cloche. Il exercera également le métier de barbier étant donné que ses autres fonctions ne généraient pas de revenus décents.
Outre un collège d’échevins, Péronne sera donc dirigé par les maires suivants :
- Maire Théodore Picquart (1805-1812) ;
- Maire Louis Mory (1813-1819) ;
- Bourgmestre Charles Fievet  (1819-1836) ;
- Bourgmestre Jean Baptiste Dambrain (1836-1847) ;
- Bourgmestre Charles Brunin (1848-1895) ;
- Bourgmestre Jules Plaquet (1896-1911) ;
- Bourgmestre Paulin Plaquet (1912-1932) ;
- Bourgmestre Jules Plaquet (1933-1940) ;
- Bourgmestre Octave Delhaye  (1941-1959) ;
- Bourgmestre Alfred Detournay (1959-1963) ;
- Bourgmestre Alexandre Hennequin (1963-1972) ;
- Bourgmestre Henri Desmette (1972-1977).

Quant aux armoiries du village, précisons que déjà en 1795, Péronne utilisait les armoiries des Melun, anciens seigneurs du village. Par la suite, le roi Albert Ier autorisera officiellement Péronne à prendre comme armoiries une partie du blason de la famille de Melun (AR du 27 octobre 1930). Toutefois, un nouvel arrêté royal fut nécessaire (8 février 1936) pour autoriser la commune à utiliser les armoiries complètes : azur à sept besants posés trois-trois et un au chef du même ; l’écu sommé de la couronne à cinq fleurons et supporté par deux griffons d’or.

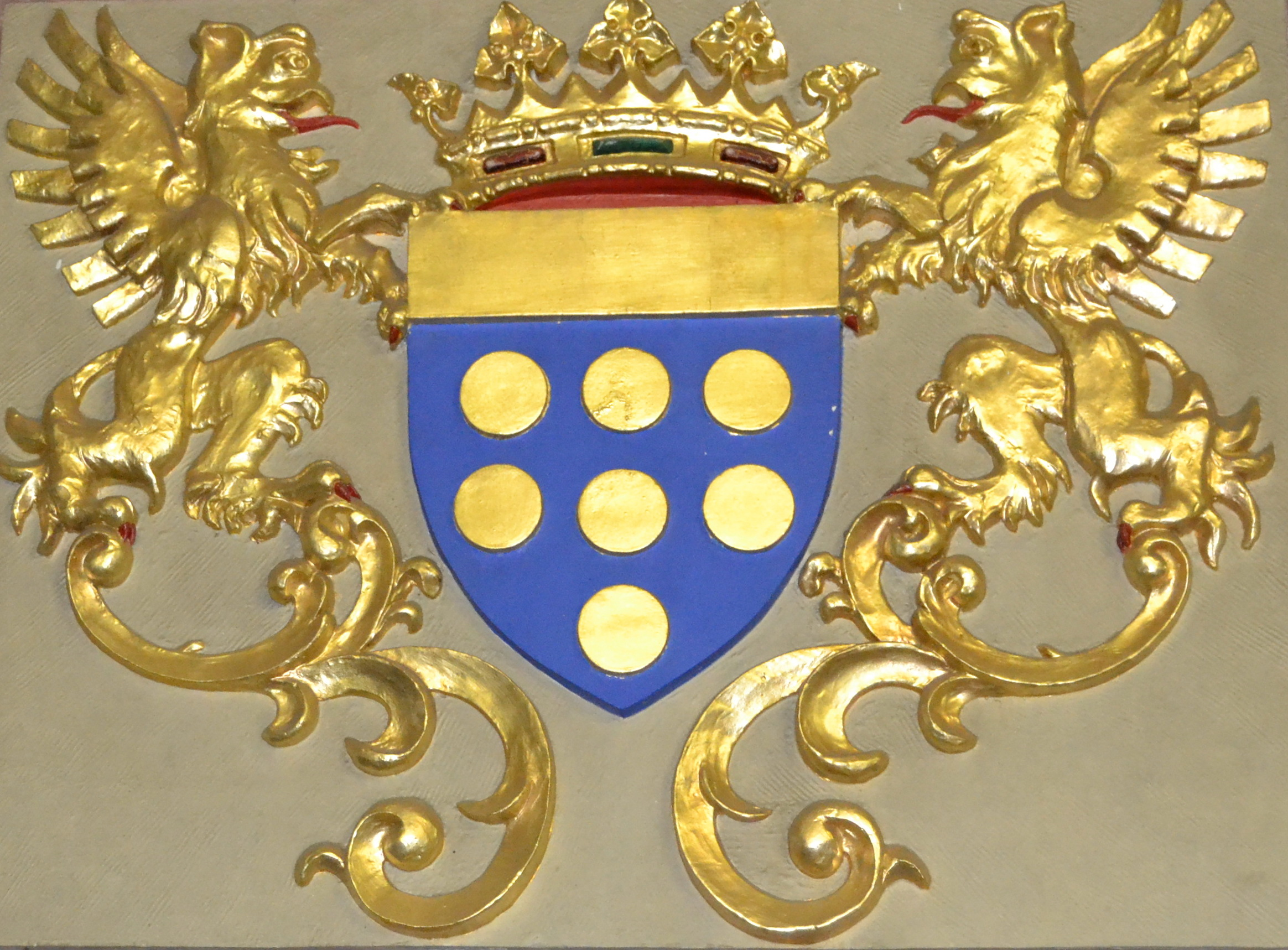
blason

Il est à noter que le village fut pratiquement décimé par une épidémie en 1668. C'est peut-être à cette période que la première chapelle dédiée à Notre-Dame aux Neiges fut érigée. Les morts de cette épidémie furent inhumés dans un champ appelé « ladrerie » dont l’emplacement n’a pas encore été identifié. Un habitant du sobriquet de Catesse aurait échappé au fléau en buvant une terrine de lait avec une tête d'ail. Si la mémoire collective parle d’épidémie de peste, il est possible qu'il se soit agi du choléra.

### Naissance et extension de Péronnes

#### Antiquité
Il semble que le village ait pris naissance sur la rive droite de l’Escaut au lieu-dit Écaut. Dans ce hameau, des traces d'une ancienne chaussée romaine et des restes d'un ancien chantier naval (probablement le premier du village) ont été mis au jour. On suppose que l'axe routier Tournai-Bavai traversait Péronne. On a en tout cas découvert sur la commune nombre de substructions, de traces d'exploitation de minerai limoniteux et de meules ou de fragments de meules datant de l'époque romaine. En 1845 une ancienne pierre d’origine romaine et plusieurs médailles gauloises et franques furent découvertes. 

#### Moyen-âge et Epoque moderne
La tradition populaire dit que si l’on fouillait à Ecaut, on y découvrirait les restes des fondations d’un château. Ces ruines sont contiguës à la ferme qui a conservé jusqu’à aujourd’hui le nom de « ferme du château » ou « ferme des grenouilles » ou encore connue sous le nom de ferme Vanhonack. Au-dessus du porche d’entrée se distingue une pierre armoriée qui permet à un observateur averti de découvrir les armes de Melun burinées lorsque la famille De Ligne a pris possession définitive du château d’Antoing. Un tunnel reliait cette ferme au château des Princes de Ligne d’Antoing. C’est aussi à cet endroit qu’est connu le premier moulin à eau du village.
Après le hameau d'Écaut, le centre du village se déplaça dans le hameau de "La Croix", où une petite bourgade se développa plus que vraisemblablement grâce à une source qui y coulait en abondance et qui portait l'appellation "Fontaine de louche". Il y avait également dans ce quartier une petite chapelle dont la construction ne peut être datée et qui deviendra l’église du village. Toutefois Bernier, dans son dictionnaire, explique qu'elle existait au XIIe siècle et était la dépendance de la cure d'Antoing. Au début du XIXe siècle, une école est installée dans une partie de la cure. À cet endroit, on trouvait également la ferme des dîmes. C'est aussi à proximité de cette chapelle que se dressait une grande croix en pierre où le seigneur d'Antoing venait rendre justice tous les premiers mardis du mois. Cette croix sera transférée dans le cimetière de la nouvelle église lors de sa construction vers 1860. La chapelle de la Croix étant devenue désuète et dangereuse, le Conseil communal de l'époque décida, en 1850, de construire une nouvelle église au lieudit "Le Marais", soit l’emplacement actuel. Enfin, la création d’une route d’Antoing vers Laplaigne et la France entraîna le déplacement du centre du village, reléguant le quartier de la Croix au rang de hameau.
Face à la nouvelle église se trouvait une place triangulaire plantée de grands arbres qui l’asséchaient car à cette époque, le centre actuel n’était qu’un bourbier que l’on appelait « marais ». De nouvelles constructions virent alors le jour, notamment les écoles en 1868 et la Maison communale en 1877.
Au fil des années, le nouveau centre se développa et permit l’organisation de festivités et l’implémentation d’une vie villageoise saine et sereine. Grâce à cet endroit purent également perdurer les traditions folkloriques et sportives des aïeux.

#### L'ancien canal
Au début du XIXe siècle, à la suite de la bataille de Waterloo, les contrées tomberont à nouveau sous le régime hollandais.
C'est alors que Guillaume d'Orange va décider de creuser un canal entre la région de Mons et Tournai. Cette décision se justifie par l’attitude de l’État français quant à l’utilisation de l’Escaut. En effet, avant le creusement de ce canal, les marchandises et matériaux devaient passer par la France, à Vieux-Condé pour atteindre le bassin carrier par l’Escaut. De plus, les Français avaient établi un droit de passage et devenaient de plus en plus exigeants en obligeant les bateliers des régions à partager le fret avec les bateliers français. Par la création de ce canal, le Prince d’Orange voulait ainsi assurer le développement du bassin carrier et la vie économique du pays.
Le canal part d'un point situé à 475 mètres en amont de Malmaison rattrape un dénivelé à l'aide de 13 écluses, dont 4 sur le territoire de Péronne. Les écluses ont 39,5 mètres de longueur sur 5,20 mètres de largeur, laissant le passage à des bateaux de 300 tonnes (gabarit Freycinet).
Entre la 12e et la 13e écluse, une partie du canal s'appelle le "Large", nom qui provient de la largeur du canal à cet endroit, qui permettait aux bateaux d'attendre leur passage à la 13e écluse pour rejoindre l'Escaut en direction d'Antoing. Le canal fut inauguré le 26 juin 1826 en présence du fils de Guillaume d'Orange, Frédéric, lequel arriva sur un bateau pavoisé aux couleurs d'Orange et aux couleurs tricolores. La réception officielle eut lieu à hauteur de la 11e écluse, où un lunch fut servi.
Il est évident que le passage du canal dans le village aura des répercussions sur le commerce local et aussi sur les métiers de la batellerie (voir ci-après). Le canal fut officiellement désaffecté le 20 août 1976. Il fait maintenant la joie des promeneurs et amoureux de la nature qui y trouvent le long des anciens chemins de halage, des lieux où la nature a repris ses droits.

## Divers
Il faut savoir qu’il existe à Péronnes deux nappes aquifères, une à fleur de sol et l’autre passant travers le village à environ à 4 m de profondeur
La source de la Balance qui a coulé plusieurs siècles durant et fait le bonheur non seulement du hameau de la Croix mais du village et des environs, est maintenant tarie depuis le début des années 1990, depuis que les travaux du TGV ont détourné son lit. Ses eaux sont actuellement récupérées dans des canalisations avec les eaux de pluie le long de la bretelle de l’autoroute et sortent en abondance dans le ruisseau à proximité de l’ancienne gare.
Dans l’actuelle rue de l’abreuvoir, et jusque fin du XIXe siècle existait également une fontaine qui alimentait un endroit où les fermiers faisaient boire leurs troupeaux. De nombreux jardinets étaient aussi dotés de puits pour la consommation personnelle des habitants.
Le plus ancien moulin connu est celui de la ferme du château qui était un moulin à eau. Par la suite les frères Delcourt qui étaient déjà propriétaires du moulin à eau à la rue du rosoir firent construire le moulin à vent dont la silhouette est encore visible sur la colline face au cimetière. Ce moulin sera loué à Désiré Dejonghe appelé le mouleau qui en 1882 le passera à son fils Jean- Baptiste qui l’exploitera jusqu'à la fin du XIXe siècle. Et c’est dans le début du XXe siècle que celui-ci sera démantelé et le matériel vendu en Flandre.
Il y avait aussi au temps jadis dans le quartier de la grande campagne une brasserie et sur la campagne comprise entre Saint Druon et Antoing une briqueterie et une sablière
Une tradition qui a disparu est incontournable : « Le Batardeau ». Au temps de la construction des bateaux en bois lorsque le nouveau propriétaire prenait possession de son bateau la tradition voulait qu’une fête soit organisée. À cette occasion avant que le bateau ne sorte du chantier, il était de tradition que tous les ouvriers se munissent de planches de bois ou tout autre objet pouvant être battus dans l’eau en l’honneur de la sortie du bateau. Le soir, en accord avec le nouveau propriétaire ,le patron organisait un grand souper pour les ouvriers. Des tonneaux de bière ou autres breuvages étaient mis en perce et la soirée se passait dans une liesse indescriptible .
La source de la balance a disparu, de même que la chapelle de Saint Druon qui ne fut pas reconstruite malgré son appartenance à l’histoire locale et de la région.
Quant aux rues, leurs noms sont pour la plupart restés reliés à la situation géographique et historique. On peut cependant regretter que la rue de la grande campagne ne soit pas restée "la rue du crambion", l’actuelle rue de Péronnes «la rue de la folie » et enfin la rue de Laplaigne « la rue du tombeau » qui avaient à ne pas en douter une signification historique.

## Patrimoine, curiosités et culture

### Curiosités
C'est à Péronnes-lez-Antoing que le canal Nimy-Blaton-Péronnes rejoint l'Escaut. Le village est par conséquent la première étape de la voie qui permet de rejoindre la Meuse à partir de l'Escaut.
Cette liaison entre les 2 fleuves belges est composée de:
- Canal Nimy-Blaton-Péronnes.
- Canal du Centre.
- Canal Bruxelles-Charleroi.
- Rivière Sambre.

## Économie

### Moyens de communications
Les moyens de communications ont bien entendu évolué au cours du temps avec le progrès économique et social.
Durant la période d’occupation romaine, on suppose que l'axe routier Tournai-Bavai traversait Péronne ; la commune est, en tout cas, le lieu de découverte de nombreux vestiges romains.
Bien plus tard, il y aura à Péronne une diligence journalière qui transportait voyageurs et bagages vers Tournai où il y avait une correspondance pour rejoindre Bruxelles ou Paris. Cette diligence était remisée au café de la Poste tenu par un certain Ursmar Lefebvre, dont la maison est située au no 6 de la rue de la Chapelle. La création d'une ligne de chemin de fer entre Tournai et Valenciennes en 1880 mit fin à ce genre de transport. Une gare sera construite vers 1910 en remplacement d'un wagon qui en tenait place. Petite observation toutefois avec la conception de cette gare car il existait deux salles d'attente. Une pour les voyageurs de 2e classe et une pour les voyageurs de 3e classe. Le charroi industriel était également important avec les cimenteries à proximité. Après la Seconde Guerre mondiale, le trafic ferroviaire sera petit à petit supprimé et remplacé par un service de bus, et bien entendu, la gare n’aura plus de raison d’être sinon de faire la joie des enfants qui y jouaient à cache-cache. La gare sera démolie en 1979 lors du démontage de la ligne 88 Tournai Mortagne-du-Nord.
Les services d'autobus prendront alors le relais pour le transport des voyageurs avec plusieurs arrêts dans le village.